# Gary Burton
Gary Burton (født 23 januar 1943 i Anderson, Indiana, USA) er en amerikansk vibrafonist.
Burton studerede vibrafon på Berklee School of Music 1960/61. Blev her ven med komponisten, Michael Gibbs.
Spillede og turnerede i pianisten George Shearing´s gruppe i 1963, og blev medlem herefter i Stan Getz´s Gruppe fra 1964-1966. 
Burton dannede så sin egen kvartet i 1967, med Roy Haynes på trommer, Steve Swallow på kontrabas, og Larry Coryell på Guitar. (Senere Jerry Hahn, Mik Goodrick og Pat Metheny).
Burton vandt prisen Jazzman of the year 1968 i Down Beat magasinet.
Spillede Duo med Pianisten Chick Corea og indspillede pladen Crystal Silence som i dag er en klassiker.
Han har spillet med et utal af jazzens udøvere såsom Carla Bley, Steve Lacy, Keith Jarret, Herbie Hancock, B.B. King, Eberhard Weber og Astor Piazzolla.